# I quattro del pater noster
Pour plus de détails, voir Fiche technique et Distribution.
I quattro del pater noster est un western italien réalisé par Ruggero Deodato et sorti en 1969.

## Synopsis
Paul et Eddie, deux gars plutôt gauches, entrent accidentellement en possession de l'or que d'autres ont volé. On les croit pourtant coupables du vol et ils sont envoyés en prison. Lorsqu'ils parviennent à s'échapper avec l'aide du révolutionnaire Mambo, ils sont bientôt persécutés et attrapés par les vrais responsables du forfait, les frères Jackson...

## Fiche technique
Sauf indication contraire, les informations mentionnées dans cette section peuvent être confirmées par la base de données cinématographiques IMDb,  présente dans la section « Liens externes ».
- Titre original : I quattro del pater noster[1]
- Réalisation : Ruggero Deodato
- Scénario : Maurizio Costanzo, Luciano Ferri, Augusto Finocchi
- Photographie : Riccardo Pallottini (it)
- Montage : Alberto Gallitti
- Musique : Luis Bacalov
- Décors : Cesare Monello
- Costumes : Silvano Giusti
- Maquillage : Eligio Trani
- Production : Franco Cittadini, Stenio Fiorentini
- Société de production : S.P.E.D. Film
- Pays de production :  Italie
- Langues originales : italien
- Format : Couleur - Son mono - 35 mm
- Genre : Western spaghetti
- Durée : 98 minutes
- Dates de sortie: 
  - Italie : 3 avril 1969

## Distribution
- Paolo Villaggio : Eddy
- Lino Toffolo : Paul
- Enrico Montesano : Mambo
- Oreste Lionello : Lazzaro
- Rosemarie Dexter : Mlle Baxter
- Mariangela Giordano : La sœur de Lazzaro
- Silvia Donati : La tenancière du casino
- Enzo Fiermonte : Le shérif Lyndon Jones
- Salvatore Borgese : L'un des Frères Jackson
- Paolo Magalotti : L'un des Frères Jackson
- Gaetano Scala : L'un des Frères Jackson
- Fortunato Arena : L'homme d'escorte de la diligence
- Mimmo Poli (it) : Un joueur de poker (non crédité)
- Gaetano Imbrò